# Eric Christian Olsen
Eric Christian Olsen (født 31. maj 1977 i Eugene, Oregon) er en amerikansk skuespiller. Han er kendt for at portrættere Detektiv Marty Deeks i CBS-tvserien NCIS: Los Angeles og som Austin i filmen Not Another Teen Movie.
Olsen spillede Jake i ungdomskomedien The Hot Chick. I 2003 landede han rollen som Lloyd Christmas II Dum og dummest: Da Harry mødte Lloyd, fortsættelsen til storsuccessen Dum og dummere.
Olsen er af norsk herkomst.